# Дальний Восток
Да́льний Восто́к — географический, геополитический и историко-культурный регион, включающий Северо-Восточную, Восточную и Юго-Восточную Азию. Составная часть геополитического понятия «Азиатско-Тихоокеанский регион».

## Страны и территории Дальнего Востока
- Бруней
- Восточный Тимор
- Вьетнам
- Индонезия
- Камбоджа
- Китай
  -  Гонконг
  -  Макао
- Китайская Республика (частично признанное государство)
- КНДР
- Лаос
- Малайзия
- Монголия
- Мьянма
- Республика Корея
- Россия (частично)➤
  -  Амурская область
  -  Еврейская автономная область
  -  Камчатский край
  -  Магаданская область
  -  Приморский край
  -  Якутия
  -  Сахалинская область
  -  Хабаровский край
  -  Чукотский автономный округ
- Сингапур
- Таиланд
- Филиппины
- Япония

## Российский Дальний Восток

### Географическое положение
В Российский Дальний Восток входят: Камчатский, Приморский и Хабаровский края, Амурская, Магаданская и Сахалинская области, Еврейская автономная областьЧукотский автономный округ и Республика Саха (Якутия). 
Почти на 4500 км, от Чукотки до Приморского края, протянулся российский Дальний Восток вдоль северо-западного побережья Тихого океана и его морей.
Северные районы Дальнего Востока лежат за Полярным кругом, а южные — на широте Средиземноморья.
Территория Дальнего Востока состоит из материковой части (Колымское, Корякское, Чукотское нагорья, хребты Сихотэ-Алинь, Джугджур, Зейско-Буреинская равнина и т. д.), полуостровной (Камчатка, Чукотка) и островной (Сахалин, Курильские, Шантарские, Командорские острова и др.).

### Рельеф
Рельеф Дальнего Востока в основном горный. Это район землетрясений и цунами, сейсмическая зона. На юге преобладают средневысотные и низкие горы (Сихотэ-Алинь), на полуострове Камчатка выделяются высокие горы (вулканы) (Ключевская Сопка — 4750 м), есть территории с равнинным рельефом (Центрально-Камчатская равнина — межгорное понижение), есть также Колымское нагорье, Анадырское плоскогорье.

### Климат
Климат Дальнего Востока РФ отличается особой контрастностью — от резко континентального (вся Якутия, колымские районы Магаданской области) до муссонного (юго-восток), что обусловлено огромной протяжённостью территории с севера на юг (почти на 4500 км) и с запада на восток (на 2500-3000 км). Это определяется взаимодействием континентальных и морских воздушных масс умеренных широт. В северной части климат исключительно суровый. Зима малоснежная, продолжается до 9 месяцев. В южной части климат муссонного типа с холодной зимой и влажным летом.
Наиболее существенные отличия Дальнего Востока от Сибири связаны с преобладанием в его пределах муссонного климата на юге и муссонообразного и морского на севере, что является результатом взаимодействия между Тихим океаном и сушей Северной Азии. Заметно воздействие и окраинных морей Тихого океана, особенно холодного Охотского моря. Большое влияние на климат оказывает сложный, преимущественно горный рельеф.
Зимой со стороны мощного Азиатского максимума к юго-востоку устремляются потоки холодного воздуха. На северо-востоке по окраине Алеутского минимума холодный континентальный воздух Восточной Сибири вступает во взаимодействие с тёплым морским воздухом. В результате часто возникают циклоны, с которыми связано большое количество осадков. На Камчатке выпадает много снега, нередки метели. По восточному берегу полуострова высота снежного покрова может местами достигать 6 м. Значительны снегопады и на Сахалине.
Летом воздушные потоки устремляются со стороны Тихого океана. Морские воздушные массы взаимодействуют с континентальными, вследствие чего на всей территории Дальнего Востока России летом идут муссонные дожди. Муссонный климат Дальнего Востока охватывает Амурскую область и Приморский край. В результате крупнейшая дальневосточная река Амур и её притоки разливаются не весной, а летом, что обычно приводит к катастрофическим наводнениям. Над прибрежными районами нередко проносятся разрушительные тайфуны, приходящие со стороны южных морей.

## Почвы

### Почвы арктического и субарктического поясов
- Арктические пустынные
- Субарктические
- Дерново-грубогумусовые
- Мерзлотно-таёжные
- Палевые мерзлотные

### Почвы умеренного пояса
- Подзолистые, подзолы и неоподзолистые тайги
- Вулканические (на полуострове Камчатка)
- Аллювиальные речных долин, маршей и мангров
- Бурые лесные широколиственных влажных океанических лесов
- Чернозёмовидные прерий
- Чернозёмы степей и лесостепей
- Каштановые сухих степей
- Коричневые и серо-коричневые ксерофитных лесов и кустарниковых степей

### Почвы субтропического, субэкваториального и экваториального поясов
- Аллювиальные речных долин, маршей и мангров
- Серозёмы полупустынь
- Желтозёмы и краснозёмы влажных лесов
- Горно-луговые и горные лугово-степные
- Красно-жёлтые фарралитные постоянно-влажных вечнозелёных лесов
- Красные ферралитные сезонно-влажных лесов и высокотравных саванн

## Гидрология
На Дальнем Востоке много рек, коротких, горных, выходящих из берегов во время дождей.
Крупнейшие реки:
- Колыма
- Амур
- Лена
- Хуанхэ
- Янцзы
- Меконг
- Салуин

Озёра размещены на низменностях и в районах вулканизма.
Крупнейшие озёра:
- Тонлесап
- Убсу-Нур
- Ханка
- Хубсугул
- Кукунор
- Далайнор
- Хар-Ус-Нуур

## Флора и фауна
Международная красная книга содержит следующие виды животных:
- Дальневосточный леопард
- Даурский журавль
- Амурский тигр

Помимо этого, Красная книга России содержит следующие исчезающие виды животных:
- Дальневосточный аист
- Рыбный филин
- Нырок Бэра
- Сибирская кабарга

Насекомые: Совка амурская змеиная, Совка пухокрылая Юнона, Парусник Маака, Серицин Монтела, Жужелица Янковского, Орнитоптеры, Eupatorus, Chalcosoma.
На Дальнем Востоке произрастают лотос Комарова — третичный реликт, обитающий в бассейне реки Амур, и женьшень, который в диком виде обитает в смешанных лесах Приморского края и в отдельных районах Китая и Северной Кореи.

## Полезные ископаемые
Дальний Восток богат многими полезными ископаемыми.
Виды полезных ископаемых: золото, оловянные, ртутные, медные, никелевые, полиметаллические, железные, марганцевые, вольфрамовые руды, каменный и бурый уголь, фосфориты, апатиты, графит, нефть, природный газ.
Природные ископаемые российского Дальнего Востока в настоящее время являются практически нетронутыми. Из-за малой населённости региона (менее 7 миллионов человек), огромной территории, превышающей по площади территорию зарубежной Европы, большая часть которой труднодоступна, активная хозяйственная деятельность как в прошлом, так и в настоящее время не представляется возможной.
В то же время в других частях Дальнего Востока зачастую наблюдается иная ситуация. Например, в Китае практически исчерпаны запасы древесины, Япония, испытывая дефицит ископаемых ресурсов, вынуждена их импортировать.

## Галерея

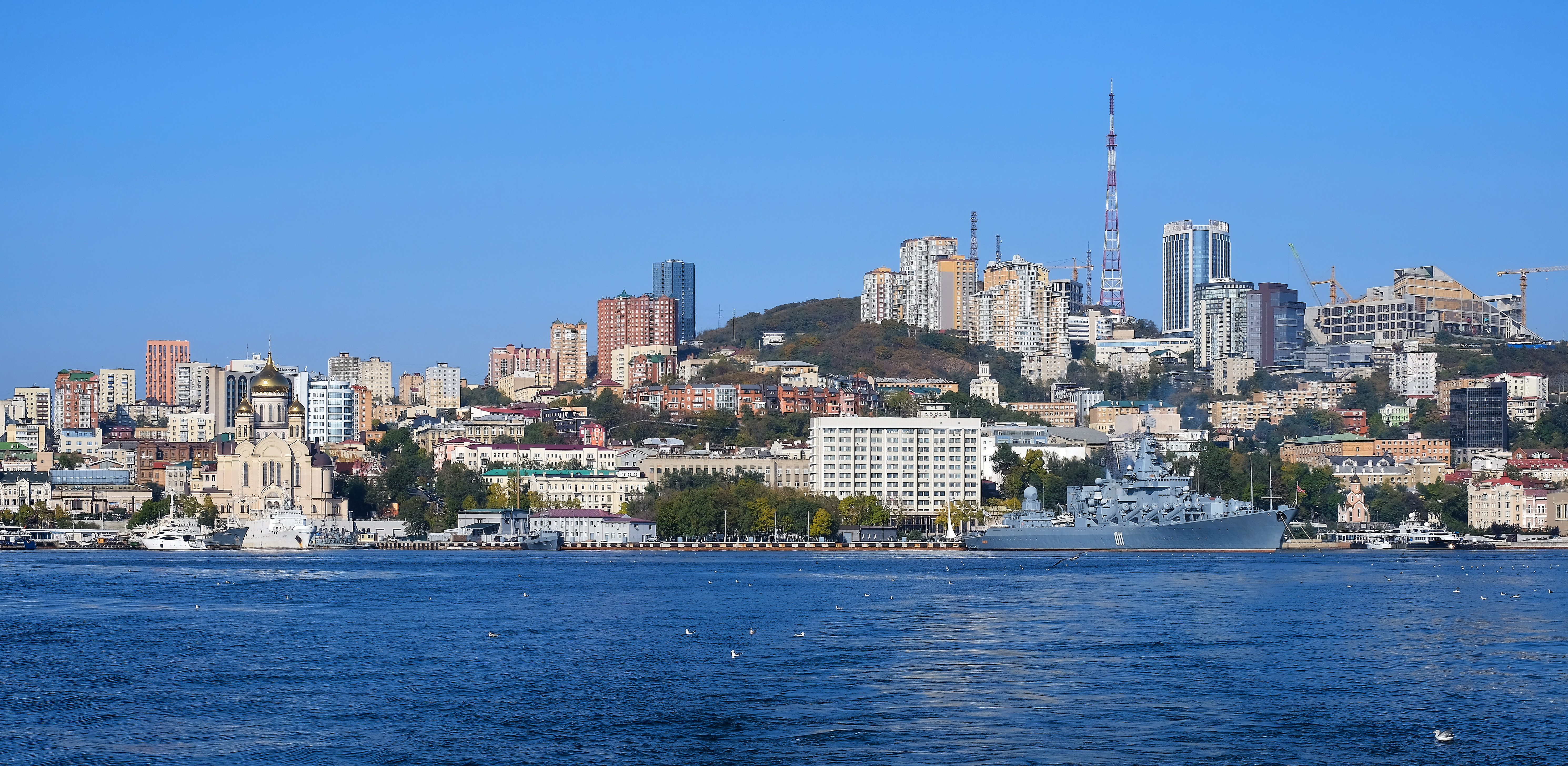
Владивосток, Россия
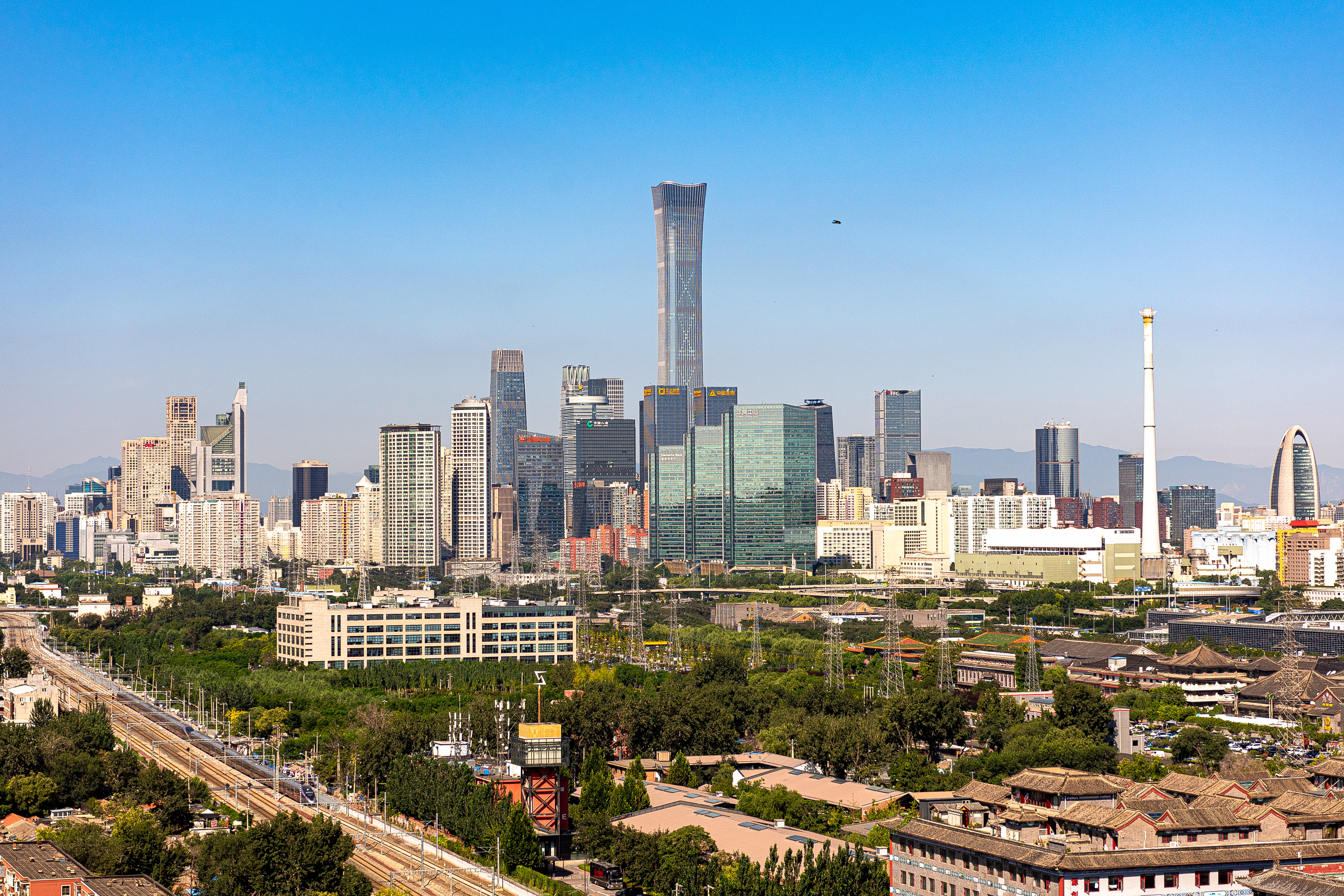
Пекин, Китай
Токио, Япония
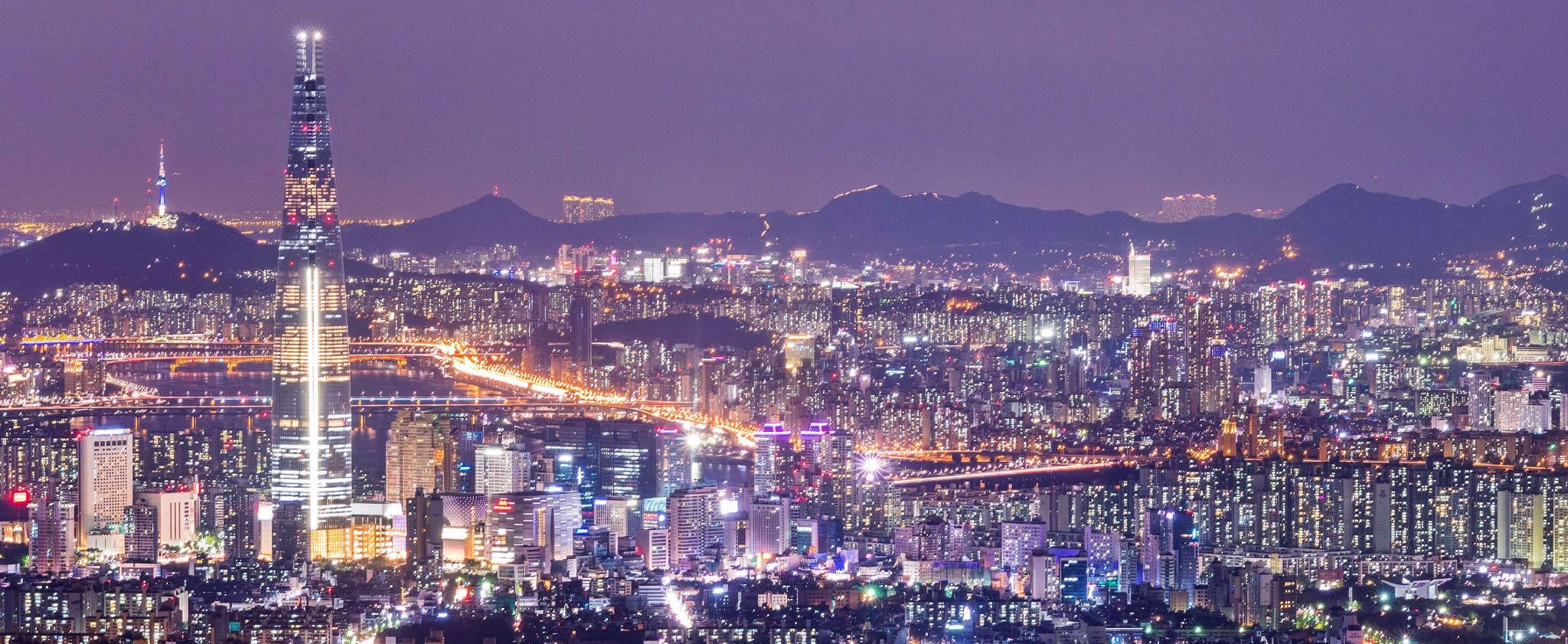
Сеул, Республика Корея
Шанхай, Китай
Гонконг, Китай
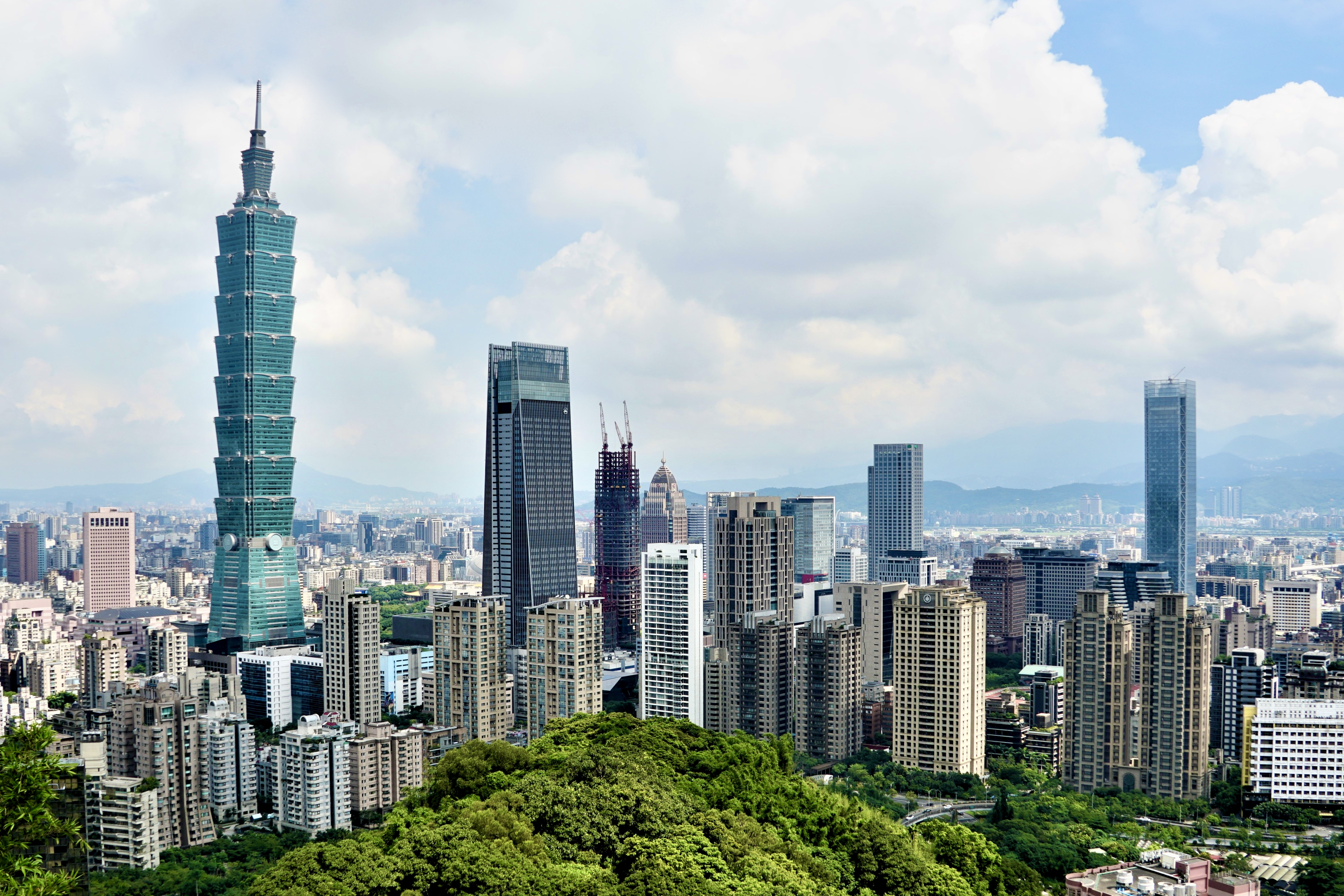
Тайбэй, Китайская Республика